# Barrage de Grosbois (Doubs)
Ne doit pas être confondu avec Réservoir de Grosbois.
Le barrage de Grosbois est un barrage-poids hydroélectrique EDF de 1927, établi sur le Doubs, à Soulce-Cernay dans le Haut-Doubs en Franche-Comté. 

## Historique
À la demande de la Société anonyme des Forges et Visseries de Saint-Hippolyte, le projet est déclaré d'utilité publique et la concession accordée par le décret présidentiel du 5 avril 1923. Les travaux commencent au 2ème semestre 1924 et sont terminés en juin 1927.
Partiellement détruit le 18 juin 1940, le barrage est reconstruit sur les mêmes fondations.
Exploité à l'origine par la Société anonyme des Forces motrices, Forges et Visseries de Saint-Hippolyte, devenue en 1930 Société anonyme des Forces motrices de Saint-Hippolyte, il passe dans les mains d'Électricité de France lors de sa création, le 8 avril 1946.

## Données techniques
Le barrage de Grosbois est un barrage-poids en béton long de 93 m en travers du Doubs qui crée une retenue d'eau d'environ 1,5 million de m³. Il assure la dérivation de 35 m³/s en moyenne qui alimente la centrale hydroélectrique de Liebvillers via une canalisation souterraine longue de 6 km et de 6 m de diamètre environ se terminant par quatre conduites forcées métalliques de 91.60 m de long et 2 m de diamètre.
Le barrage doit assurer en permanence un débit réservé de 3,5 m³/s qui est utilisé pour produire de l'électricité grâce à une centrale bâtie au pied droit du barrage. 
En outre, l'ouvrage est aussi équipé de :
- Quatre passes destinées à trois vannes évacuateurs de crue de 13,5m m de large et à une vanne de fond de 5 m de large.
- Une prise d'eau protégée par des grilles en amont côté droit pour alimenter la conduite souterraine et la centrale du barrage.
- Une centrale hydroélectrique qui utilise le débit réservé avec une hauteur de chute de 10,80 m, une puissance de 1,1 MW et un productible annuel de 2,8 GWh.

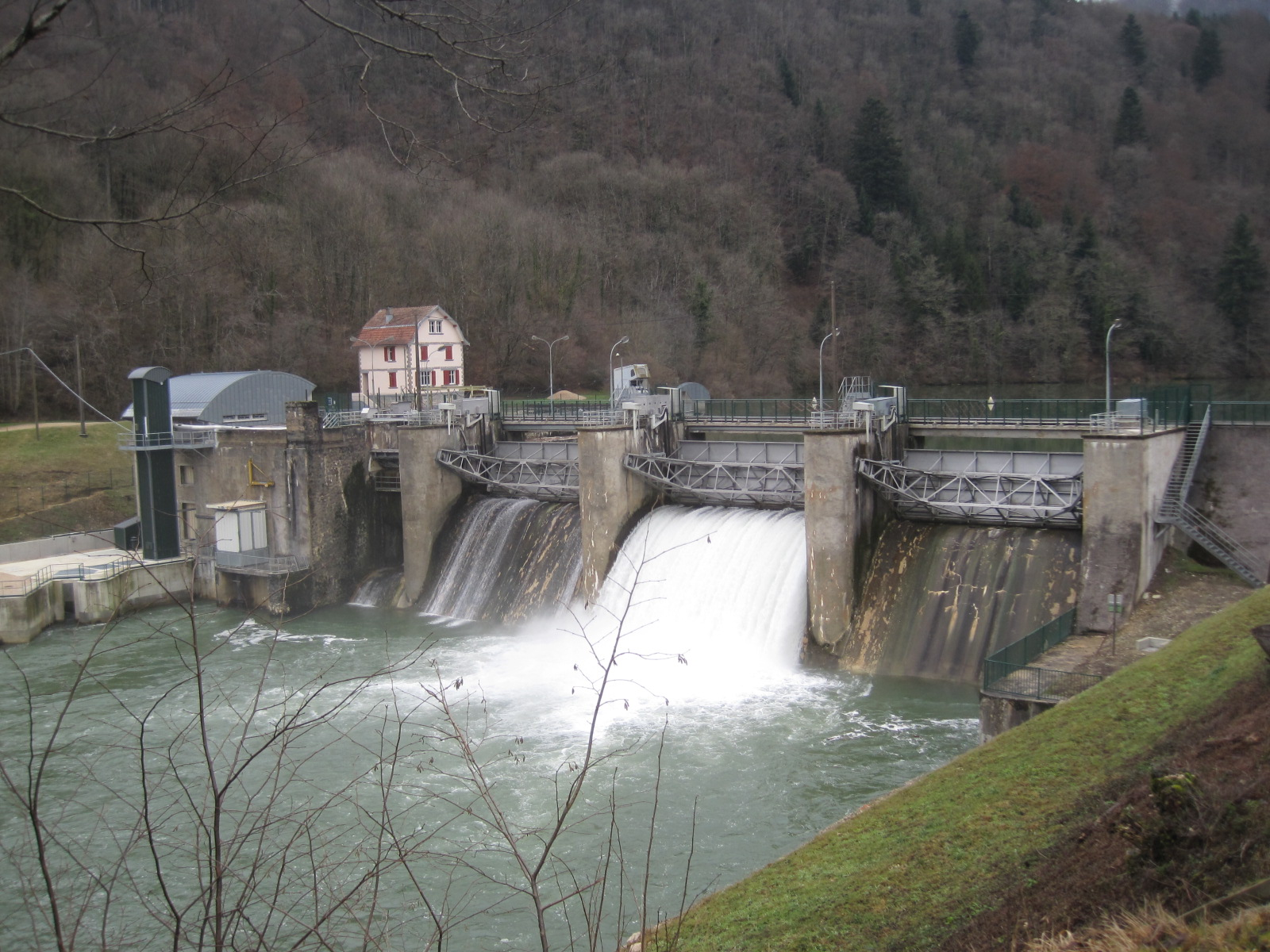
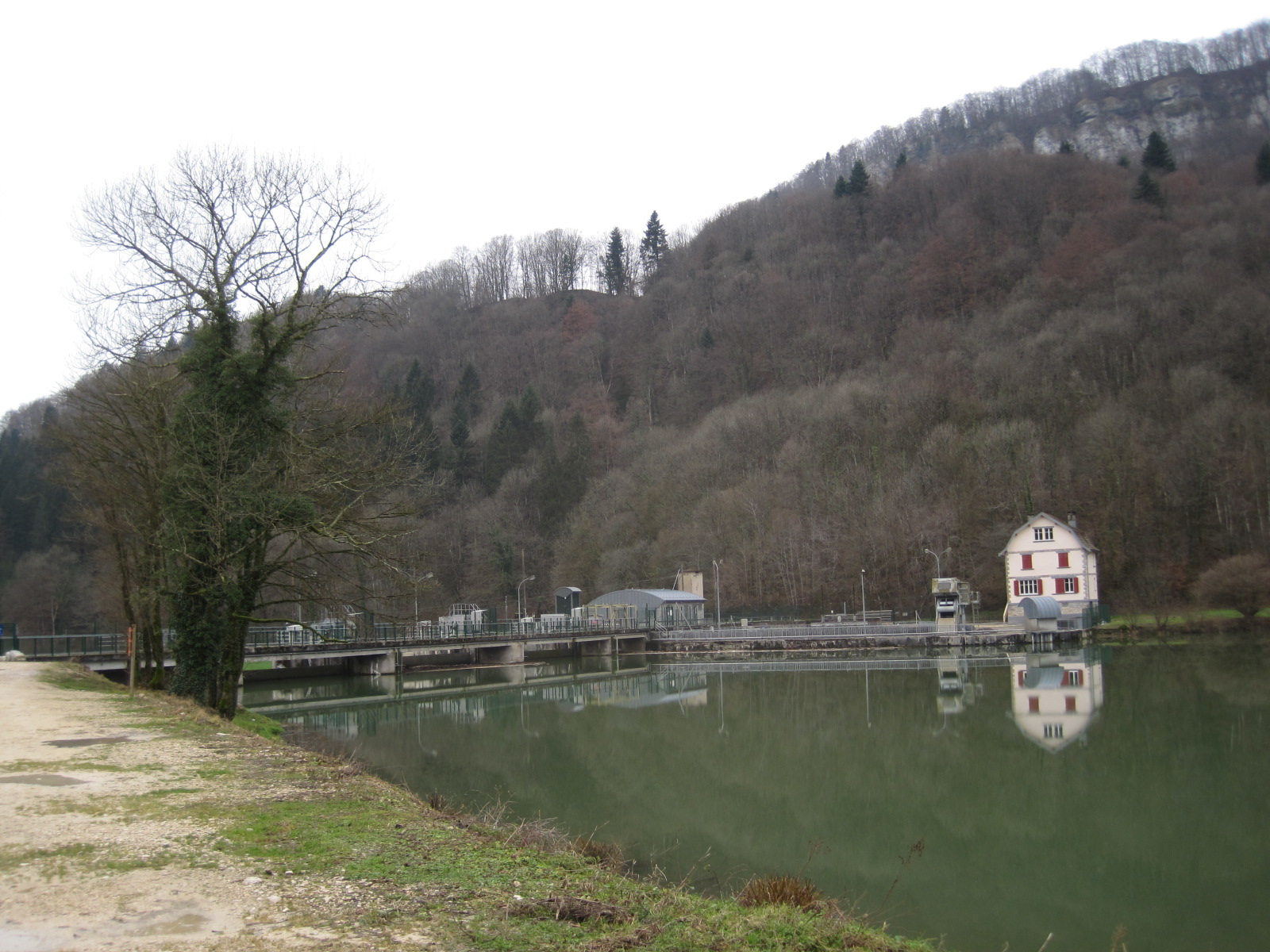

- Un ascenseur à poissons.

## Sources
- Aménagement électrique de la vallée du Doubs
- Patrimoine en Bourgogne-Franche-Comté -  Barrage de Grosbois
- Patrimoine en Bourgogne-Franche-Comté -  Centrale hydroélectrique de Liebvillers